# El Berrueco
El Berrueco ist eine Gemeinde (municipio) mit 816 Einwohnern (Stand: 2024) in der Autonomen Gemeinschaft Madrid im Zentrum Spaniens. 

## Lage und Klima
El Berrueco liegt etwa 65 Kilometer nordnordöstlich von Madrid in einer Höhe von ca. 925 m. Im Nordosten der Gemeinde befindet sich ein Teil der Talsperre El Atazar, die hier den Lozoya aufstaut. 
Das Klima ist im Winter rau, im Sommer dagegen gemäßigt bis warm; Regen (ca. 609 mm/Jahr) fällt übers Jahr verteilt.

## Bevölkerungsentwicklung
| Jahr      | 1970 | 1981 | 1991 | 2001 | 2011 | 2021 |
| Einwohner | 251  | 201  | 279  | 334  | 615  | 796  |

Der Bevölkerungsschub zu Beginn des 21. Jahrhunderts ist auf den Neubau von Wohnsiedlungen zurückzuführen.

## Wirtschaft und Infrastruktur
Die Gemeinde war jahrhundertelang landwirtschaftlich orientiert; im Ort selbst ließen sich Händler, Handwerker und Dienstleister aller Art nieder.

## Sehenswürdigkeiten
- Thomaskirche (Iglesia de San Tomás Apóstol)
- Reste der Einsiedelei Santa Maria
- Rathaus
- Turm von El Berrueco (Atalaya de El Berrueco oder Atalaya de Torrepedrera), Reste einer arabischen Befestigung aus dem 9./10. Jahrhundert, seit 1983 Monumento
- Wassermuseum

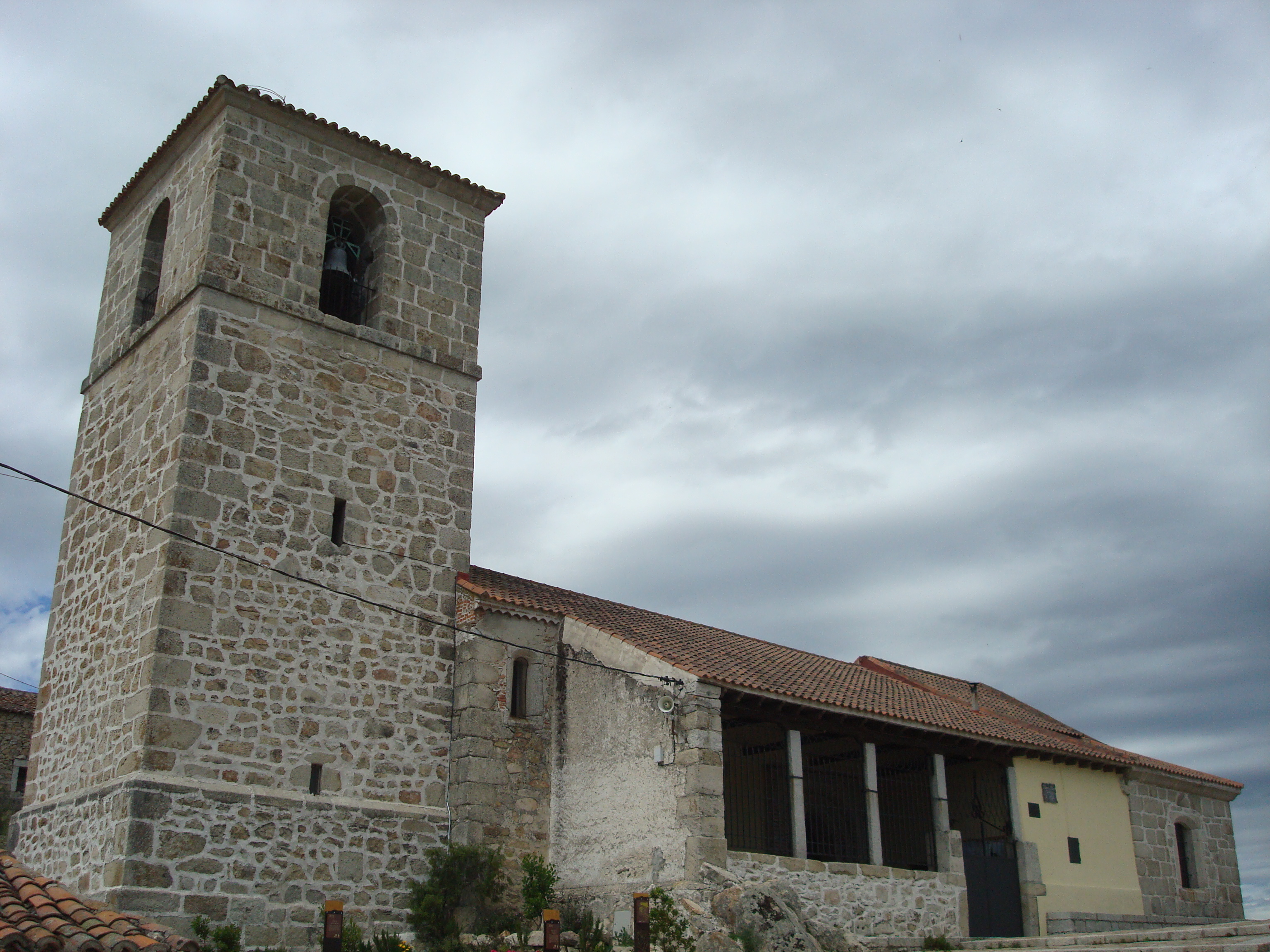
Thomaskirche
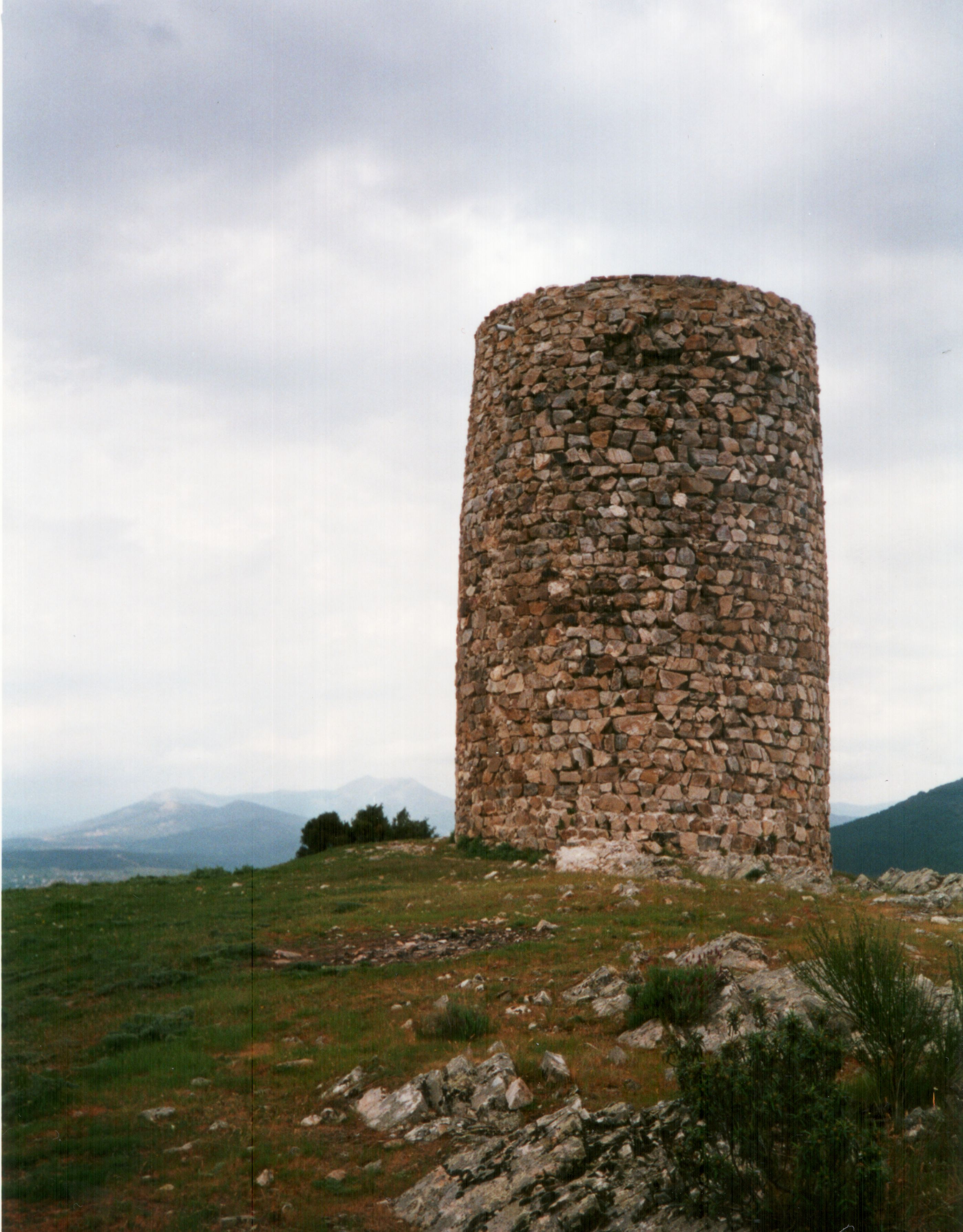
Turm von El Berrueco
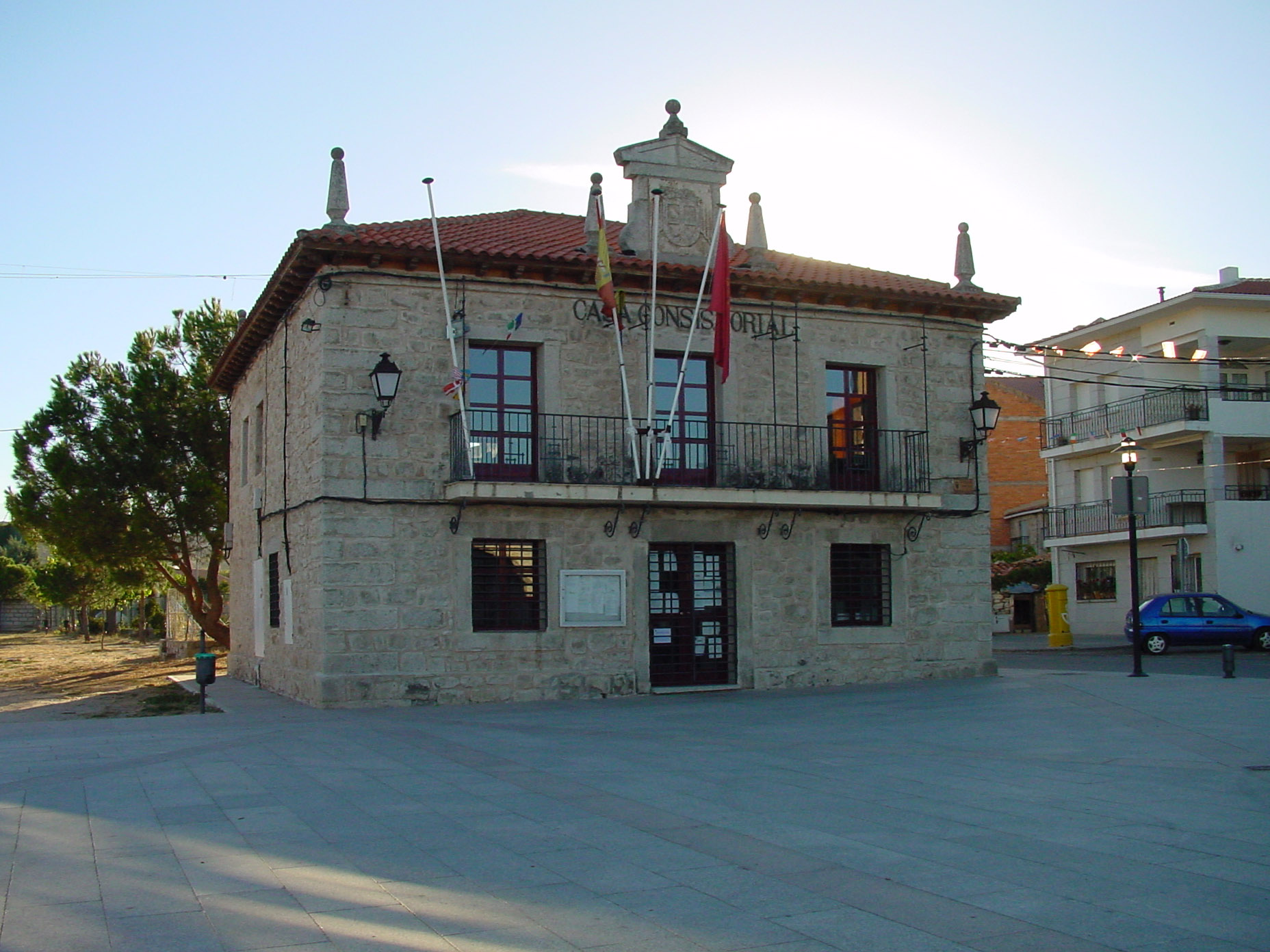
Rathaus